# Quercus baolamensis
Quercus baolamensis (дуб баоламський) — вид рослин з родини букових (Fagaceae). Вид дуже схожий на Q. langbianensis s. str. але відрізняється тим, що край листка зазубрений у верхівковій 1/2 (проти пилчастого у верхівковій 1/3), коротші ніжки листка 0.4–1 см (проти 1–2 см) і базальний рубець плоский (проти опуклого).

## Біоморфологічна характеристика
Це дерево до 6–8 метрів заввишки. Листки (5.2)9–15 × 1.7–4.5 см, від еліптичних до еліптично-ланцетоподібних або рідко зворотно-ланцетоподібні, блискучі зверху й блідо-зелені знизу, обидві поверхні безволосі, верхівка гостра, основа клиноподібна, край не хвилеподібний, чітко зазубрений у верхівковій половині, по 9–12 зубів з кожного боку, середня жилка трохи піднята зверху, третинні жилки, видимі на обох поверхнях; ніжка листка 0.4–1 см завдовжки, молодим білувато запушений, потім голий. Жіночі сережки 0.5–1.4 см завдовжки. Жолудь 2.5 × 1.5 см, яйцювато-еліпсоїдний, сидячий, верхівка приплюснута; базальний рубець плоский; чашечка в діаметрі 1.5 см, заввишки 1.2 см, з 6–9 кільцями, охоплює 1/3 горіха.

## Середовище проживання
Ендемік В'єтнаму (район Бао-Лам). Вид трапляється по узліссях вічнозелених лісів на висотах ≈ 1000 метрів.